# Aristida cognata
Aristida cognata är en gräsart som beskrevs av Carl Bernhard von Trinius och Franz Josef Ivanovich Ruprecht. Aristida cognata ingår i släktet Aristida och familjen gräs. Inga underarter finns listade i Catalogue of Life.